# Cherokees
« Cherokee » redirige ici. Pour les autres significations, voir Cherokee (homonymie).
Les Cherokees (en cherokee : ᎠᏂᏴᏫᏯ (a-ni-yv-wi-ya)), sont un peuple autochtone d’Amérique du Nord qui habitait dans l’Est et le Sud-Est des États-Unis avant d’être forcé à se déplacer vers le plateau d’Ozark. Les ethnologues estiment qu’il existe aujourd’hui entre cinq et sept millions de personnes descendant des Cherokees.
Actuellement, les principales communautés sont la Nation Cherokee et l’United Keetoowah Band of Cherokee Indians (en) en Oklahoma et l’Eastern Band of Cherokee Indians (en) en Caroline du Nord.
La nation est également représentée en Géorgie, en Alabama, en Arkansas, dans le Missouri et dans le Tennessee.
Pour certains, le cœur spirituel de la nation est la Keetoowah Nighthawk Society.

## Étymologie
À l’origine, les Cherokees s’auto-désignaient Aniyvwiya, mais étaient appelés par les Creeks Tsalagi, nom qu’eux-mêmes ont adopté et déformé au cours du temps en Cha-ra-gi et en Cherokee.

## Histoire
Selon leur tradition orale, les Cherokees, parlant une langue iroquoienne, auraient migré vers le Sud-Est des États-Unis depuis la région des Grands Lacs, où l’on retrouve différents peuples iroquois. L’archéologie ne permet de les distinguer des autres amérindiens pendant cette longue période.
De 1736 à 1743, l’utopiste allemand Christian Priber se rend en territoire cherokee et organise en tant que « premier ministre » la résistance autochtone face aux Treize Colonies. À cette époque, les Cherokees sont déjà christianisés, en partie métissés et font partie de l’organisation dite des « Cinq tribus civilisées ».
À l’époque de la guerre d'indépendance des États-Unis, les violations répétées des traités par les colons poussent une minorité de Cherokees à « prendre le sentier de la guerre ». Ces dissidents, nommés les Chickamaugas et menés par le chef Dragging Canoe, s’allient avec les Chaouanons et les Britanniques pour mener des raids contre les établissements des colons américains.
John Ross (Koowescoowe en langue cherokee) est un des personnages importants dans l’histoire de la nation cherokee. Son père émigre d’Écosse avant la révolution américaine. Sa mère, également fille d’Écossais, possède un quart de sang cherokee. John Ross commence sa carrière publique en 1809. Comme l’autorise la constitution de l’époque, la Nation Cherokee est créée en 1820, avec des représentants officiels élus ; John Ross est nommé chef de la nation en 1828, et le reste jusqu’à sa mort.

Sceau de la Nation Cherokee.

Drapeau des Cherokees (Oklahoma).

Les Cherokees ont été déplacés de force de leurs terres ancestrales vers le Territoire indien en Oklahoma, principalement à cause de la ruée vers l'or aux environs de Dahlonega dans les années 1830. La déportation du peuple cherokee porte le nom de Piste des Larmes. Une fois arrivés dans ce territoire moins fertile, aux eaux plus rares et au climat plus contrasté que leur terre d'origine des Carolines et du nord de la Géorgie, les tensions s’aggravent et la suspension de la « Loi du Sang » cherokee est ignorée. Le 22 juin 1839, après l’ajournement d’une assemblée tribale, plusieurs des plus importants signataires du Traité de New Echota sont assassinés, y compris le rapporteur de la « Loi du Sang », Major Ridge, ainsi que John Ridge et Elias Boudinot. C’est le début d’une guerre civile de 15 ans parmi les Cherokees. Un des survivants notables, Stand Watie, devient général confédéré pendant la guerre de Sécession. Les Cherokees sont une des Cinq tribus civilisées qui ont signé des traités, et ont été reconnus par les États confédérés d'Amérique.
Des Cherokees, dans l’ouest de la Caroline du Nord, ont servi au sein de la « Thomas' Legion », une unité d’environ 1 100 hommes d’origine cherokee et européenne, combattant principalement en Virginie, où leur réussite est impressionnante. La « Thomas' Legion » fut la dernière unité confédérée à se rendre en Caroline du Nord, à Waynesville, le 9 mai 1865.
Avant la guerre de Sécession, les Cherokees, comme d’autres peuples autochtones du Sud des États-Unis, avaient des esclaves. Initialement issus d’autres tribus amérindiennes vaincues par les Cherokees, ils ont pu aussi être d’origine africaine et issus du commerce triangulaire. Les esclaves ont été libérés à la fin de la guerre, mais nombre d'entre eux sont alors restés dans les nations où ils vivaient, et se sont métissés.
Les Cherokees d’Oklahoma ont perdu le droit d’élire leur propre chef en 1907 lorsque l’Oklahoma est devenu un État, peuplé par les colons. Divers dirigeants sont désignés par les présidents jusqu’en 1970, lorsque les Cherokees ont récupéré le droit d’élire leur gouvernement, par à un décret du Congrès signé par le président Richard Nixon. W. W. Keeler a été le premier chef élu des Cherokees d’Oklahoma, il a été aussi président de Phillips Petroleum. Ross Swimmer, Wilma Mankiller, Joe Byrd et actuellement Chad Smith lui ont succédé.
Le 14 juin 2004, le Conseil tribal de la Nation cherokee définit officiellement le mariage comme une union entre un homme et une femme, mettant de fait hors la loi le mariage homosexuel. Cette décision répond à une demande d’union d’un couple lesbien déposée le 13 mai. Le chef Chad Corntassel Smith explique que le motif principal de cette décision est d’homogénéiser la légisation de la Nation cherokee avec celle de l’État d’Oklahoma, traditionnellement basée sur la Bible (l’Oklahoma fait partie de la « Bible Belt »). Dans le même état d’esprit, début mars 2007, les Cherokees ont voté en majorité, à 77 %, pour l’expulsion des descendants d’anciens esclaves afro-américains de leur nation s'ils ne peuvent prouver une ascendance amérindienne,.
Comme toutes les nations amérindiennes officiellement reconnues par le gouvernement des États-Unis, les Cherokees bénéficient d’avantages et de subventions, et les critiques ne voient dans ce scrutin qu’une façon d’écarter de ces avantages ceux qui ne sont pas de « pur sang » autochtone, « pur sang » d’ailleurs mythique puisque le métissage (mais avec des blancs) a commencé au XVIIIe siècle.

## Démographie

### Mariage
Avant le 19e siècle, la polygamie était courante chez les Cherokee, en particulier chez les hommes d'élite. La culture matrilinéaire signifiait que les femmes contrôlaient la propriété, comme leurs logements, et que leurs enfants étaient considérés comme nés dans le clan de leur mère, où ils obtenaient un statut héréditaire. Son frère aîné était pour ses fils un mentor plus important que leur père, qui appartenait à un autre clan. Traditionnellement, les couples, en particulier les femmes, peuvent divorcer librement.

### Rôles de genre
Les hommes et les femmes ont historiquement joué des rôles importants, mais parfois différents, dans la société Cherokee. Historiquement, les femmes ont été principalement cheffes de famille, propriétaires de la maison et de la terre, exploitantes des terres familiales et «mères» des clans. Comme dans de nombreuses cultures Amérindiens, les femmes Cherokee sont honorées en tant que donneuses de vie. En tant que donneuses et nourricières de la vie via l'accouchement et la culture de plantes, et en tant que dirigeantes communautaires en tant que clan mères, les femmes sont traditionnellement des leaders communautaires dans les communautés Cherokee. Certaines ont servi comme guerrières, à la fois historiquement et dans la culture contemporaine, lors du service militaire. Les femmes Cherokee sont considérées comme des gardiennes de la tradition et responsables de la préservation de la culture.

### Esclavage
L'esclavage était une composante de la société Cherokee avant la colonisation européenne, car ils réduisaient fréquemment en esclavage les captifs ennemis capturés pendant les périodes de conflit avec d'autres tribus indigènes. Par leur tradition orale, les Cherokee considéraient l'esclavage comme le résultat de l'échec d'un individu à la guerre et comme un statut temporaire, en attendant la libération ou l'adoption de l'esclave dans la tribu.

### Communautés
Le gouvernement américain reconnait trois entités au sein de ce qui peut être défini comme la "nation cherokee".
| Communautés                | Membres, | Territoire           | État             | Population |
| -------------------------- | -------- | -------------------- | ---------------- | ---------- |
| Nation Cherokee            | 299 862  | Cherokee OTSA        | Oklahoma         | 511 793    |
| United Keetoowah Band (en) | 14 300   | Cherokee OTSA        | Oklahoma         | 511 793    |
| Eastern Band (en)          | 13 000   | Qualla Boundary (en) | Caroline du Nord | 9 796      |

## Langue et alphabet

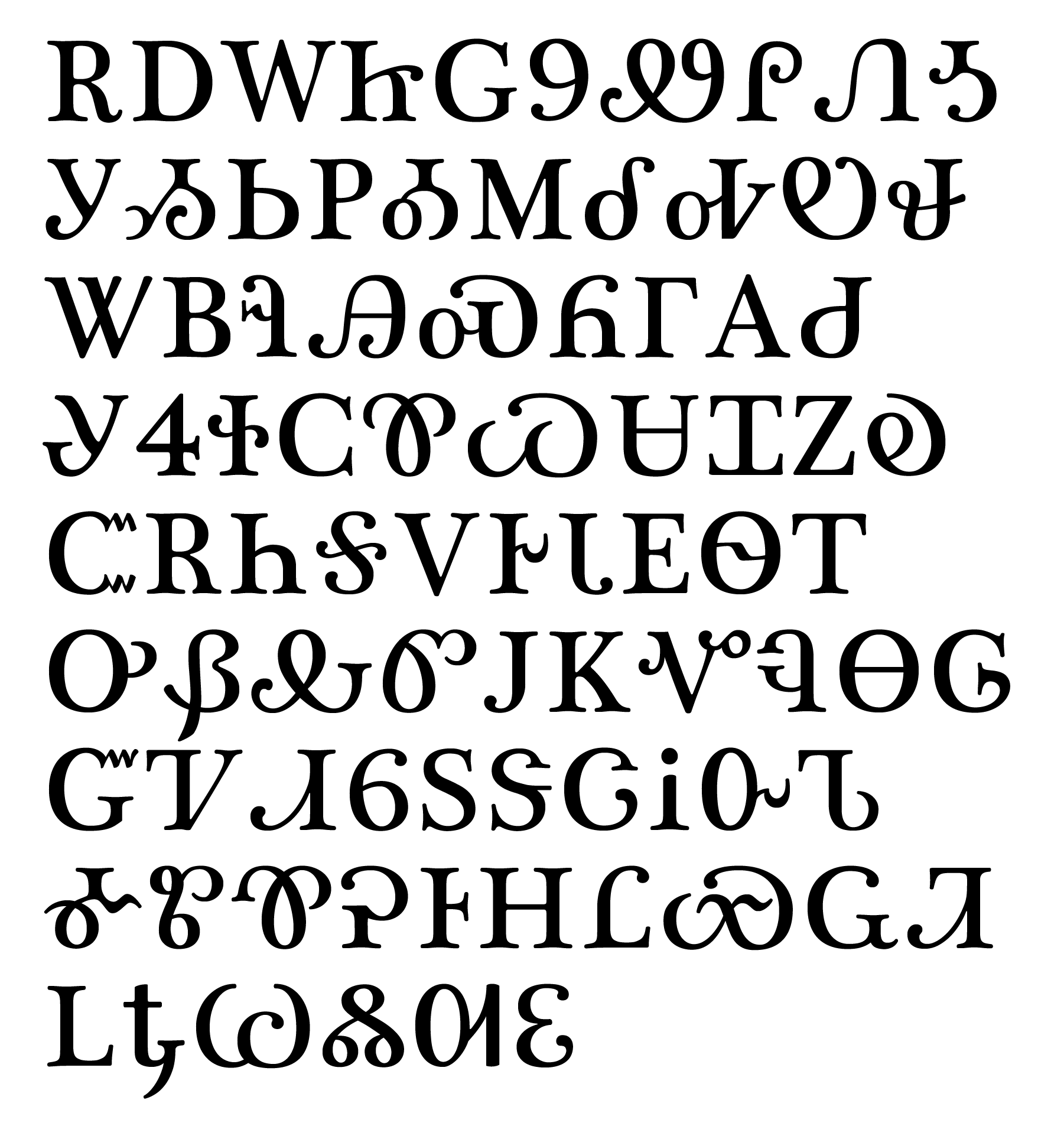
Le syllabaire inventé par Sequoyah pour écrire le cherokee.

Les Cherokee parlent une langue iroquoienne polysynthétique, le Tsa-la-gi qui s’écrit grâce à un syllabaire inventé par Sequoyah. Pendant des années, beaucoup de gens transcrivaient en alphabet latin ou utilisaient des polices peu adaptées pour écrire le syllabaire sur les outils informatiques. Cependant, après l’ajout récent des syllabes cherokee à Unicode, la langue cherokee est en train de vivre une renaissance de son utilisation sur Internet. Il existe un Wikipedia en cherokee.